# Список підводних човнів Великої Британії
Список підводних човнів Великої Британії — перелік підводних човнів Королівського флоту Великої Британії, які перебували на його озброєнні з початку XX століття до теперішнього часу. Список представлений у хронологічному порядку, починаючи з 1900-х років.

## Список підводних човнів Королівського флоту

### Підводні човни 1900-1920-х років
| «A1» «A2» «A3» «A4» «A5» «A6» «A7» |  | «A8» «A9» «A10» «A11» «A12» «A13» |

| «B1» «B2» «B3» «B4» «B5» «B6» |  | «B7» «B8» «B9» «B10» «B11» |

| «C1» «C2» «C3» «C4» «C5» «C6» «C7» «C8» «C9» «C10» |  | «C11» «C12» «C13» «C14» «C15» «C16» «C17» «C18» «C19» «C20» |  | «C21» «C22» «C23» «C24» «C25» «C26» «C27» «C28» «C29» «C30» |  | «C31» «C32» «C33» «C34» «C35» «C36» «C37» «C38» |

| «E1» «E2» «E3» «E4» «E5» «E6» «E7» «E8» «E9» «E10» |  | «E11» «E12» «E13» «E14» «E15» «E16» «E17» «E18» «E19» «E20» |  | «E21» «E22» «E23» «E24» «E25» «E26» «E27» «E29» «E30» |  | «E31» «E32» «E33» «E34» «E35» «E36» «E37» «E38» «E39» «E40» |  | «E41» «E42» «E43» «E44» «E45» «E46» «E47» «E48» «E49» «E50» |  | «E51» «E52» «E53» «E54» «E55» «E56» «AE1» «AE2» |

### Підводні човни міжвоєнного часу
| «G1» «G2» «G3» «G4» «G5» «G6» «G7» |  | «G8» «G9» «G10» «G11» «G12» «G13» «G14» |

| «H1» «H2» «H3» «H4» «H5» «H6» «H7» «H8» «H9» |  | «H10» «H11» «H12» «H13» «H16» «H17» «H18» «H19» «H20» |  | «H21» «H22» «H23» «H24» «H25» «H26» «H28» «H29» «H30» |  | «H31» «H32» «H33» «H34» «H41» «H42» «H43» «H44» «H47» |  | «H48» «H49» «H50» «H51» «H52» «CH-14» «CH-15» |

| «K1» «K2» «K3» «K4» «K5» «K6» «K7» |  | «K8» «K9» «K10» «K11» «K12» «K13» «K14» |  | «K15» «K16» «K17» «K26» |

| «L1» «L2» «L3» «L4» «L5» «L6» «L7» |  | «L8» «L9» «L10» «L11» «L12» «L14» «L15» |  | «L16» «L17» «L18» «L19» «L20» «L21» «L22» |  | «L23» «L24» «L25» «L26» «L27» «L33» «L52» |  | «L53» «L54» «L55» «L56» «L69» «L71» |

| «R1» «R2» «R3» «R4» «R5» |  | «R6» «R7» «R8» «R9» «R10» |

### Підводні човни Другої світової війни
| Тип                                  | Зображення | Роки побудови | Роки експлуатації | Кількість кораблів типу | ПЧ | Прим. |
| ------------------------------------ | ---------- | ------------- | ----------------- | ----------------------- | --- | --- |
| Підводні човни Другої світової війни |            |               |                   |                         | | |
| «Одін»                               |            | 1927 — 1930   | 1927 — 1959       | 9                       | «Оберон», «Отвей», «Окслі», «Одін», «Олімпус», «Орфеус», «Осіріс», «Освальд», «Отус» | |
| «Партіан»                            |            | 1929          | 1930 — 1959       | 6                       | «Пандора», «Партіан», «Персеус», «Фенікс», «Посейдон», «Протеус» | |
| «Рейнбоу»                            |            | 1930          | 1930 — 1946       | 4                       | «Рейнбоу», «Регент», «Регулюс», «Ровер» | |
| «S»                                  |            | 1930 — 1945   | 1931 — 1972       | 63                      | «Сордфіш», «Старжен», «Сіхорс», «Старфіш», «Сенгвін», «Сілайон», «Шарк», «Снаппер», «Салмон», «Сівулф», «Сперфіш», «Санфіш», «Стерлет», «Сафарі», «Сагіб», «Сарацин», «Сатир», «Скептре», «Сідог», «Сібіл», «Сі Ровер», «Сераф», «Шекспір», «P222», «Сі Німф», «Сікл», «Самум», «Сірдар», «Спайтфул», «Сплендід», «Спортсмен», «Стоїк», «Стоунхендж», «Шторм», «Стратагем», «Стронгбоу», «Спарк», «Скіфіан», «Стабборн», «Серф», «Сертіс», «Шалімар», «Скотсмен», «Сі Девіл», «Спіріт», «Стейтсмен», «Старді», «Стайджін», «Сабтл», «Супрім», «Сі Скаут», «Селен», «Сенешаль», «Сентінель», «Сідон», «Слют», «Солент», «Сперхед», «Спрінгер», «Сага», «Скорчер», «Спар», «Сангвін» | * HMS Sea Robin (P267), HMS Sprightly (P268), HMS Surface (P269) і HMS Surge (P271) — будівництво скасовано             |
| «Рівер»                              |            | 1932 — 1934   | 1935 — 1946       | 3                       | «Темза», «Северн», «Клайд» | |
| «Грампус»                            |            | 1932 — 1938   | 1933 — 1945       | 6                       | «Попос», «Грампус», «Нарвал», «Роквол», «Кашалот», «Сіл» | |
| «T»                                  |            | 1937 — 1945   | 1938 — 1978       | 53                      | «Тритон», «Тетіс», «Тріб'юн», «Трайдент», «Тріумф», «Таку», «Тарпон», «Тісл», «Тайгріс», «Трайад», «Труент», «Тюна», «Талісман», «Тетрарх», «Торбей», «Темпест», «Торн», «Трешер», «Тревеллер», «Трупер», «Трасті», «Турбулент», P311, «Треспассер», «Таурус», «Тактішн», «Трукулент», «Темплар», «Теллі-Го», «Танталус», «Тентіві», «Телемахус», «Талент», «Терапін», «Таро», «Туле», «Тюдор», «Тайрлес», «Токен», «Трейдвінд», «Треншант», «Тіптой», «Трамп», «Тасітерн», «Тапір», «Терн», «Талент», «Тередо», «Табард», «Тотем», «Траншон», «Тарпін», «Термапілі» | |
| «U»                                  |            | 1937 — 1943   | 1938 — 1965       | 49                      | «Андін», «Юніті», «Урсула», «Ампайр», «Уна», «Анбітен», «Андонтед», «Юніон», «Юнік», «Апхолдер», «Апрайт», «Ачін», «Ардж», «Аск», «Атмост», «Ультиматум», «Алтор», «Амбра», «Анбендінг», «Анброукен», «Унісон», «Юнайтед», «Юніверсал», «Анрівалд», «Анрафлд», «Анрулі», «Ансін», «Аншейкен», «Ансперінг», «Ансвервінг», «Антеймд», «Антайрінг», «Апрор», «Апстарт», «Юсупер», «Утер», «Вандал», «Варангіан», «Варн», «Вокс», P32, P33, P36, P38, P39, P41, P47, P48, P52 | * малі підводні човні                                                                                                   |
| «P611»                               |            | 1939 — 1941   | 1940 — 1957       | 4                       | «P611», «P612», «P614», «P615» | * Тип виготовлявся на замовлення турецьких ВМС під назвою Oruç Reis, Murat Reis, Burak Reis і Uluç Ali Reis відповідно. |
| «R»                                  |            | 1917 — 1919   | 1942 — 1945       | 3                       | «P511», «P512», «P514» | * Підводні човни американського виробництва                                                                             |
| «V»                                  |            | 1942 — 1944   | 1943 — 1964       | 22                      | «Венчурер», «Вікінг», «Вельдт», «Вампайр», «Вокс», «Вігорос», «Віртью», «Візігот», «Вівід», «Ворейшес», «Вулпайн», «Верн», «Апшот», «Уртіка», «Вайнярд», «Веріанс», «Венчфул», «Вортекс», «Вірулент», «Волатайл», «Вотарі», «Вегебонд» | * 12 — скасовані |

### Трофейні підводні човни Другої світової війни
| Тип                                           | Зображення | Роки побудови | Роки експлуатації | Кількість кораблів типу | ПЧ | Прим.                                                                                  |
| --------------------------------------------- | ---------- | ------------- | ----------------- | ----------------------- | -- | -------------------------------------------------------------------------------------- |
| Трофейні підводні човни Другої світової війни |            |               |                   |                         |    |                                                                                        |
| «Граф»                                        |            | 1941          | 1941 — 1944       | 1                       |    | * захоплений німецький підводний човен U-570 типу VIIC                                 |
| «Метеорит»                                    |            | 1945          | 1945 — 1946       | 1                       |    | * трофейний експериментальний німецький підводний човен U-1407 типу XVII               |
| «N2»                                          |            | 1945          | 1945 — 1946       | 1                       |    | * трофейний німецький підводний човен U-1105 типу VIIC/41; 1946 році переданий ВМС США |
| «X2»                                          |            | 1934          | 1940 — 1946       | 1                       |    | * трофейний італійський підводний човен Galileo Galilei типу «Аркімеде»                |

### Підводні човни Холодної війни
| Тип                           | Зображення | Роки побудови | Роки експлуатації | Кількість кораблів типу | ПЧ | Прим.                                                |
| ----------------------------- | ---------- | ------------- | ----------------- | ----------------------- | --- | ---------------------------------------------------- |
| Підводні човни Холодної війни |            |               |                   |                         | |                                                      |
| «Емфіон»                      |            | 1944 — 1946   | 1945 — 1974       | 16                      | «Емфіон», «Аст'ют», «Ауріга», «Аурокс», «Алсід», «Олдерні», «Альянс», «Амбуш», «Анхоріт», «Ендрю», «Еффрей», «Еней», «Аларіх», «Артеміс», «Артфул», «Акерон», «Ас», «Акейтіз» | * «Ас» і «Акейтіз» не були введені до лав ВМС        |
| «Експлорер»                   |            | 1956 — 1958   | 1958 — 1965       | 2                       | «Експлорер», «Ескалібур» | * експериментальні ПЧ                                |
| «Порпос»                      |            | 1956 — 1959   | 1961 — 1988       | 8                       | «Порпос», «Роквол», «Нарвал», «Грампус», «Фінвол», «Кашалот», «Сілайон», «Валрус»                                                                                             |                                                      |
| «Оберон»                      |            | 1959 — 1967   | 1960 — 2000       | 13                      | «Оберон», «Один», «Орфеус», «Олімпус», «Осіріс», «Онслот», «Оттер», «Оракл», «Оцелот», «Отус», «Опоссум», «Опорт'юн», «Онікс»                                                 |                                                      |
| «Дредноут»                    |            | 1960          | 1963 — 1980       | 1                       | | * перший британський ПЧ з ядерною силовою установкою |
| «Веліант»                     |            | 1966 — 1967   | 1967 — 1994       | 2                       | «Веліант», «Ворспайт» |                                                      |
| «Резолюшен»                   |            | 1967 — 1969   | 1969 — 1996       | 4                       | «Резолюшен», «Ріпалс», «Рінаун», «Рівендж» |                                                      |
| «Черчилль»                    |            | 1968 — 1970   | 1970 — 1992       | 3                       | «Черчилль», «Конкерор», «Корейджес» |                                                      |
| «Свіфтшюр»                    |            | 1969 — 1981   | 1973 — 2010       | 6                       | «Свіфтшюр», «Соверейн», «С'юперб», «Скептр», «Спартан», «Сплендід» |                                                      |
| «Трафальгар»                  |            | 1977 — 1986   | 1983 — по т.ч.    | 7                       | «Трафальгар», «Турбулент», «Тайрлес», «Торбей», «Треншант», «Талент», «Тріумф»                                                                                                |                                                      |

### Підводні човни після Холодної війни
| Тип                                 | Зображення | Роки побудови  | Роки експлуатації | Кількість кораблів типу                       | ПЧ                                              | Прим. |
| ----------------------------------- | ---------- | -------------- | ----------------- | --------------------------------------------- | ----------------------------------------------- | --- |
| Підводні човни після Холодної війни |            |                |                   |                                               |                                                 | |
| «Апхолдер»                          |            | 1983 — 1989    | 1990 — 1994       | 4                                             | «Апхолдер», «Ансін», «Урсула», «Унікорн»        | * 1994 році усі ПЧ виведені зі складу флоту до резерву; у 2000, 2003 (2) та 2015 роках передані до складу Королівського флоту Канади |
| «Вангард»                           |            | 1992 — 1999    | 1993 — по т.ч.    | 4                                             | «Вангард», «Вікторіос», «Віджілент», «Вендженс» | |
| «Астют»                             |            | 2001 — по т.ч. | 2010 — по т.ч.    | 7 (5 — побудовані; 2 — на стадії будівництва) | «Астют», «Амбуш», «Артфул», «Одейшес», «Енсон»  | * «Агамемнон», «Азенкур» — будуються                                                                                                 |

### Перспективні підводні човни
| Тип                         | Зображення | Роки побудови  | Роки експлуатації | Кількість кораблів типу | ПЧ                                             | Прим. |
| --------------------------- | ---------- | -------------- | ----------------- | ----------------------- | ---------------------------------------------- | --- |
| Перспективні підводні човни |            |                |                   |                         |                                                | |
| «Дредноут»                  |            | 2016 — по т.ч. | планується        | 4                       | Dreadnought, Valiant, Warspite, King George VI | * тип атомного підводного човна з балістичними ракетами за програмою «Трайдент», що надійдуть на озброєння ВМФ Великої Британії |

## Список надмалих підводних човнів Королівського флоту
| Тип                    | Зображення | Роки побудови | Роки експлуатації | Кількість кораблів типу | ПЧ                                                 | Прим. |
| ---------------------- | ---------- | ------------- | ----------------- | ----------------------- | -------------------------------------------------- | ----- |
| Надмалі підводні човни |            |               |                   |                         |                                                    |       |
| «X»                    |            | 1942 — 1944   | 1942 — 1945       | 20                      | X3-X10, X20-X25, XT1-XT6                           |       |
| «XE»                   |            | 1944          | 1944 — 1945       | 6                       | XE1-XE6                                            |       |
| «Стіклбек»             |            | 1954 — 1955   | 1955 — 1966       | 4                       | X51 Stickleback, X52 Shrimp, X53 Sprat, X54 Minnow |       |